# La Divine Croisière
Pour plus de détails, voir Fiche technique et Distribution.
La Divine Croisière est un film muet français réalisé par Julien Duvivier, sorti en 1929. 
Produit par Delac et Vandal, le film fut tourné en studio à Neuilly-sur-Seine, en extérieurs à Ermenonville en Picardie et en Bretagne.

## Synopsis
C'est l'histoire de Claude Ferjac (Henry Kraus), un armateur riche, tyrannique et sans scrupules, qui vit avec sa fille Simone (Suzanne Christy) dans un château près d'un village de la côte bretonne, dont les habitants dépendent de lui. Il veut envoyer un gros chargement d'alcool vers l'Est avec un navire dans des conditions précaires, ignorant les doutes du capitaine Jacques de Saint-Ermont (Jean Murat) et de l'équipage sur le danger de la situation. Pendant le voyage, Mareuil (Thomy Bourdelle), un méchant marin, incite ses compagnons à la mutinerie et à s'emparer de la cargaison, mais le navire est surpris par une violente tempête. 
Après plusieurs semaines, la nouvelle parvient au village selon laquelle le corps de l'un des marins a été retrouvé en mer, mais on ne sait rien du navire. Les proches des membres de l'équipage se rendent au château de Ferjac où se déroule une fête et organisent une violente protestation. Le vieil armateur reste insensible et refuse toute responsabilité, mais sa fille Simone, secrètement amoureuse du capitaine du navire, invite ses proches à faire confiance à Maris Stella, la Vierge Marie protectrice des marins. 
Ils finissent par organiser une expédition pour retrouver les naufragés.

## Fiche technique
- Titre français : La Divine Croisière
- Titre de tournage : Le Miracle de la mer
- Réalisation : Julien Duvivier
- Scénario : Julien Duvivier
- Photographie : André Dantan et Armand Thirard
- Société de production : Delac et Vandal
- Pays de production :  France
- Langue : film muet avec les intertitres  en français
- Format : Noir et blanc — 35 mm — 1,33:1 — Muet
- Genre : Film dramatique
- Durée : 85 minutes (1 h 25)
- Dates de sortie :
  - France : 14 juin 1929

## Distribution
- Jean Murat : Jacques de Saint-Ermont
- Thomy Bourdelle : Mareuil
- Suzanne Christy : Simone Ferjac
- Charlotte Barbier-Krauss : Mme de Saint-Ermont
- Line Noro : Jeanne de Guiven
- Louis Kerly : Le curé
- Henry Krauss : Claude Ferjac
- Georges Paulais : Le matelot Brélez
- François Viguier : Le Guénec
- Alfred Argus